# Warren Island (Antarktika)
Warren Island ist eine kleine Insel in der William Scoresby Bay an der Küste des ostantarktischen Kemplands. Sie liegt unmittelbar südlich des westlichen Endes von Bertha Island.
Entdeckt und benannt wurde die Bucht im Februar 1936 von Teilnehmern der britischen Discovery Investigations an Bord des Forschungsschiffs RRS William Scoresby. Der Namensgeber ist nicht überliefert.